# República da Califórnia
A República da Califórnia (em castelhano:  República de California e em inglês:  California Republic), também chamada República da Bandeira do Urso, foi o resultado de uma revolta desencadeada por norte-americanos na cidade de Sonoma em 14 de Junho de 1846, contra as autoridades da Província Mexicana da Califórnia. Durando menos de um mês, acabou por tornar-se no actual estado da Califórnia.

## O levantamento da bandeira do urso
Ao comandante do exército estadounidense John C. Frémont chegaram rumores difundidos da acção iminente contra os colonos pelo governo Mexicano ao incentivar uma rebelião. Um grupo de 33 homens armados ingressou no centro da cidade de Sonoma, e içou uma bandeira com um urso e uma estrela (a "bandeira do urso") para simbolizar o nascimento de uma nova República da Califórnia, independente do México. O uso desta bandeira nestas ações conduziu a que fosse chamada como "Bandeira da revolta do urso".
Nesse mesmo dia, os sublevados capturaram o anterior comandante mexicano da Califórnia del Norte, o general Mariano Guadalupe Vallejo, que era líder de uma companhia militar privada no Presídio de Sonoma. Vallejo foi aprisionado e enviado para o Forte Sutter, onde foi encarcerado a 1 de Agosto de 1846. O primeiro e único presidente da República foi o pioneiro William B. Ide, cuja presidência durou 25 dias. A 23 de Junho de 1846, Frémont chegou com um exército de sessenta homens armados e tomou o comando das forças combinadas. O governador mexicano estava interessado, e enviou 50 tropas atacar Bear Flaggers. O general José Castro tentou deter a revolta, mas as suas forças foram derrotadas na Batalha de Olompali.  
Desconhecida pelos habitantes, a guerra havia sido declarada a 13 de Maio de 1846, entre os Estados Unidos e o México, mas esta noticia não se soube até meados de Julho seguinte. Em 7 de Julho, uma fragata (Savannah) e dois veleiros (Cyane e Levant) da Armada Estadounidense, sob o comando de John D. Sloat, derrotaram a Guarda Costeira mexicana do porto de Monterey, Califórnia, numa escaramuça menor (a Batalha de Monterey), e alertaram Frémont que a Guerra México-americana já tinha começado. Na contenda, os Bear Flaggers abandonaram a ideia da República, e uniram os seus esforços para tornar a Califórnia parte dos Estados Unidos da América, e substituíram a sua bandeira pela estadounidense. Por seu lado, Ide foi destituído de presidente a soldado raso.

## A bandeira do urso

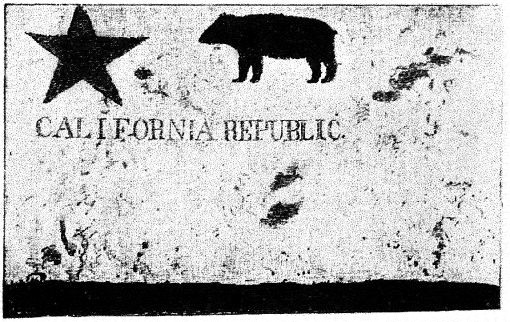
A bandeira do urso original, fotografada em 1890.

Reprodução digital baseada na original bandeira do urso

O legado mais notável da República da Califórnia é a adopção por este Estado da bandeira do urso, em 1846, como base da bandeira do actual Estado da Califórnia: a bandeira actual também tem uma estrela, um urso-cinzento, e uma franja colorida com a legenda "California Republic" junto da parte inferior da bandeira. O içamento da bandeira do urso original na Praça Sonoma é comemorado no monumento histórico californiano.

## Artigos relacionados
- Califórnia
- Bandeira da Califórnia
- Mariano Guadalupe Vallejo
- Guerra Mexicano-Americana